# Stazione di Mombaruzzo
Stazione di Mombaruzzo vasútállomás Olaszországban, Mombaruzzo településen.

## Vasútvonalak
Az állomást az alábbi vasútvonalak érintik:
- Asti–Genova-vasútvonal

## Kapcsolódó állomások
A vasútállomáshoz az alábbi állomások vannak a legközelebb:
- Stazione di Alice Belcolle (Stazione di Genova Brignole, Asti–Genova-vasútvonal)
- Stazione di Bazzana (Stazione di Asti, Asti–Genova-vasútvonal)